# Так закалялась сталь
«Так закалялась сталь» (укр. Так гартувалася сталь) — дев'ятий офіційний альбом групи «Гражданская оборона». Один із серії альбомів 1988 року. У 2007 році альбом був з іншими перевиданий на лейблі «Мистерия звука» з бонус-треками з невиданого раніше матеріалу. Назва альбому — алюзія на роман Миколи Островського «Як гартувалась сталь».

## Історія створення
Альбом записали в окремі три дні з 12 по 22 січня 1988 року. Усі інструменти Єгор Лєтов записував поодинці, шляхом накладення. У перший день записувалися ударні, в другій — ритм-гітари, в третій — голос спільно з соло гітарою.
У пісні «Новая патриотическая» підспівували Олег Судаков («Манагер») та Костянтин Рябінов («Кузя УО»). В кінці композиції «Новый 37-й» звучить уривок мелодії гімну СРСР. В альбом увійшла єдина пісня Єгора Лєтова складена в співавторстві з Янкою Дігялєвою — «В каждом доме». Спочатку Янка мала підспівувати другим голосом, але цей варіант не відбувся по причині сварки між нею і Лєтовим. Альбом Лєтов охарактеризував як «сумний і яскравий».

## Список композиций
Автор музики і слів Єгор Лєтов, окрім № 4 и № 10. 
| #   | Назва                                               | Тривалість |
| --- | --------------------------------------------------- | ---------- |
| 1.  | «Новая патриотическая»                              | 01:48      |
| 2.  | «Солдатами не рождаются»                            | 02:33      |
| 3.  | «Глобальность»                                      | 00:12      |
| 4.  | «В каждом доме» (текст — Єгор Лєтов, Янка Дягілєва) | 03:27      |
| 5.  | «Один день Ивана Денисовича»                        | 01:37      |
| 6.  | «Новый 37-й»                                        | 02:17      |
| 7.  | «Кто сильнее — тот и прав»                          | 01:39      |
| 8.  | «Так закалялась сталь»                              | 02:27      |
| 9.  | «Обосраться и не жить»                              | 01:17      |
| 10. | «Лето прошло» (текст — Єгор Лєтов, Олег Судаков)    | 02:13      |
| 11. | «Харакири»                                          | 02:21      |
| 12. | «КГБ»                                               | 01:54      |
| 13. | «Амнезия»                                           | 01:52      |
| 14. | «Тишина»                                            | 00:18      |
| 15. | «Анархия»                                           | 01:16      |
| 16. | «Колыбельная»                                       | 01:18      |

| Бонус-треки на перевиданні 2007 року | Бонус-треки на перевиданні 2007 року | Бонус-треки на перевиданні 2007 року |
| #                                    | Назва                                | Тривалість                           |
| ------------------------------------ | ------------------------------------ | ------------------------------------ |
| 17.                                  | «Суицид»                             | 02:39                                |
| 18.                                  | «Второй эшелон»                      | 01:48                                |
| 19.                                  | «Мы идём»                            | 00:30                                |
| 20.                                  | «Государство»                        | 02:10                                |
| 21.                                  | «Человек человеку — волк»            | 01:52                                |
| 22.                                  | «Против»                             | 02:54                                |
| 23.                                  | «Никто не хотел умирать»             | 02:55                                |
| 24.                                  | «Парадокс»                           | 02:33                                |
| 25.                                  | «Всё идёт по плану (Live)»           | 04:29                                |

## Учасники запису
- Егор Летов — вокал, соло-гітара, ритм-гітара, бас, ударні.
- Костянтин «Кузя УО» Рябінов і Олег «Манагер» Судаков — підспівування в «Новая патриотическая».

Записано в ГрОб-Студії 12-22 січня 1988 року Єгором Лєтовим.

## Критика
|                                        | Альбом був багатий на потужні панк-хіти, які автор згодом став рідше виконувати. Чого вартує лише одна «Харакири» — єдина пісня з альбому, що виконувалася гуртом на подальших концертах. Проте й пісні «Солдатами не рождаются», «Так закалялась сталь», «Амнезия», «Лето прошло» і «Новый 37-й» будь-який поважаючий себе шанувальник «Гражданская оборона» просто зобов'язаний знати напам'ять. |
| — З інтернет-журналу «УндергрундХерос» | |